# Rover P6
A série Rover P6 (denominada 2000, 2200 ou 3500, dependendo da cilindrada do motor) é um sedã produzido pela Rover e posteriormente pela British Leyland de 1963 a 1977 em Solihull, West Midlands, Inglaterra, Reino Unido.
O P6 foi o primeiro vencedor do prêmio Carro Europeu do Ano.